# Doratoptera nicevillei
Doratoptera nicevillei là một loài bướm đêm trong họ Geometridae.